# Paul Biyoghé Mba
Paul Biyoghé Mba (* 18. April 1953 in Donguilla, Französisch-Äquatorialafrika) ist ein Politiker aus Gabun.

## Leben
Biyoghé Mba wurde 1953 in dem Dorf Donguilla im heutigen gabunischen Departement Komo-Mondah geboren. Nach seiner Schulzeit studierte er an der Universität Rennes I in Frankreich Wirtschaftswissenschaften. Von 1977 bis 1980 war er im Vorstand der Gabonese Development Bank tätig. Danach war er ab 1980 in politischer Verantwortung, ab 1990 als Abgeordneter im Parlament von Gabun und er bekleidete in den folgenden Jahren in den 1990er Jahren verschiedene Ministerämter in der Regierung von Gabun. Am 27. Februar 1994 verließ er die Regierung und trat aus der Parti Démocratique Gabonais (PDG) aus. Er gründete die Partei Common Development Movement (MCD) und wurde erneut in das Parlament von Gabun als Abgeordneter gewählt. Biyoghé Mba wurde im Juli 2009 nach dem Tod von Omar Bongo Premierminister von Gabun.